# 臧旻
臧 旻（ぞう びん、生没年不詳）は、中国後漢の軍人。広陵郡射陽県の人。子は臧洪。

## 生涯
事務能力に長け、政務をよくおこない、漢の良吏であるとされた。
徐州従事になり、五侯の単超らに追われていた第五種を弁護した。第五種はたまたま大赦になり許されている。
司徒府に召され、盧奴県の県令に任命された。そこで治績をあげ、冀州刺史によって朝廷に推挙された。
熹平元年（172年）11月、会稽郡の句章県で妖賊の許昭が挙兵して大将軍を自称し、父の許生を越王に立てた。周辺を攻め破り、その軍勢は万人に膨れ上がった。そこで臧旻は揚州刺史に任じられ、丹陽太守の陳寅を率いて反乱鎮圧にあたった。
一度は許昭らを打ち破ったものの、また賊は再起した。
熹平二年（173年）、会稽太守の尹端が賊に破れた。臧旻は尹端を棄市に処すよう劾奏したが、会稽郡主簿の朱儁に上奏文の内容を書き換えられた。
熹平三年（174年）冬、臧旻は陳寅を率いて盗賊の苴康を打ち破り、11月には会稽で許昭らを撃破して、父子を捕らえて斬った。この時、孫堅は呉郡の司馬として従軍して功績をあげたので、臧旻はこれを報告した。
また、呉郡の陸康を茂才に推挙した。
臧旻は反乱鎮圧の功績で丹陽太守に昇進した。使匈奴中郎将にうつった。
熹平六年（177年）8月、夏育の建議によって開始した鮮卑討伐に際し、臧旻は南匈奴単于を率いて雁門関より出撃した。大敗し、軍勢のうち八割近くを失い、十数騎で敗走した。檻車で帰還し、庶人に落とされた。
後に賊討伐の功績で都へ帰ることを許され、議郎に任命された。やがて長水校尉となり、中山、太原の太守を歴任して名を上げ、在官のまま死んだ。

## 参考資料
- 『後漢書』「霊帝紀」「陸康伝」「第五種伝」「朱儁伝」
- 『三国志』「孫堅伝」